# Anna Szewczyk
Anna Szewczyk, de domo Kowalska (ur. 7 kwietnia 1957 w Kozienicach) – polska artystka plastyk, profesor Akademii Sztuk Pięknych im. Eugeniusza Gepperta we Wrocławiu.

## Życiorys
W latach 1972–1977 uczęszczała do Państwowego Liceum Sztuk Plastycznych w Lublinie. W latach 1977–1982 studiowała w Państwowej Wyższej Szkole Sztuk Plastycznych (obecnie Akademia Sztuk Pięknych im. Eugeniusza Gepperta) we Wrocławiu na Wydziale Malarstwa, Grafiki i Rzeźby. Dyplom z wyróżnieniem otrzymała w 1982 r. w Pracowni Malarstwa prof. Konrada Jarodzkiego oraz Pracowni Malarstwa w architekturze prof. Mieczysława Zdanowicza. Od 1982 r. zatrudniona na stanowisku asystenta w Pracowni Malarstwa st. wykł. Reginy Konieczki–Popowskiej. Kwalifikacje I stopnia zdobyła w 1992 r., II stopnia w 2000 r., a tytuł profesora sztuk plastycznych 18 października 2012 r. Od 1993 r. jest kierownikiem Pracowni Malarstwa. Należy do Związku Polskich Artystów Plastyków Okręgu Wrocławskiego. 

## Twórczość
Zajmuje się malarstwem, rysunkiem oraz instalacją artystyczną. Jej twórczość dotyczy zarówno zagadnień uniwersalnych, jak i jednorazowych interwencji związanych z bieżącymi wydarzeniami. Wydobywa i modyfikuje stare, często odrzucone konwencje artystyczne, przez co nawiązuje do sztuki dawnej, w której doszukuje się wartości uniwersalnych i zestawia je ze współczesnymi. Zrealizowała takie cykle malarskie jak m.in.; „Pejzaż kultowy”, „Praformy”, „Trofea”, „O antynomii”, w których podejmuje problematykę dotyczącą stereotypów i norm społecznych. Szczególne miejsce w jej twórczości zajmuje Dolny Śląsk ze swoją historią i estetyką. Kurator wielu wystaw m.in.; „Silesium”, „Palimpsest”, „Ideoformy”, „Aberracje”, „Humbuk”. Bierze udział w licznych wystawach i sympozjach w kraju i za granicą.

### Wystawy (wybór)
Brała udział w około 150 wystawach w kraju i za granicą:
- „Praformy” – indywidualna wystawa malarstwa, Galeria Miejska, Wrocław (2009)[3],
- „100 lat” – wystawa malarstwa z okazji setnej rocznicy niepodległości Polski, Pałac Sztuki, Lwów (2018)[4],
- „Pictura si sculptura, 100=100” – Pałac Sztuki, Kluż-Napoka, Rumunia (2019)[5],
- „Art without borders – China & Polish art exchange exhibition” – Shaoxing Cultural Centre, Museum of Fine Arts of He Shuifa, Shaoxing (2019)[3],
- „Zbiór” – indywidualna wystawa malarstwa, Galeria ASP CSU Neon, Wrocław (2021)[6].

Wybrane prace:

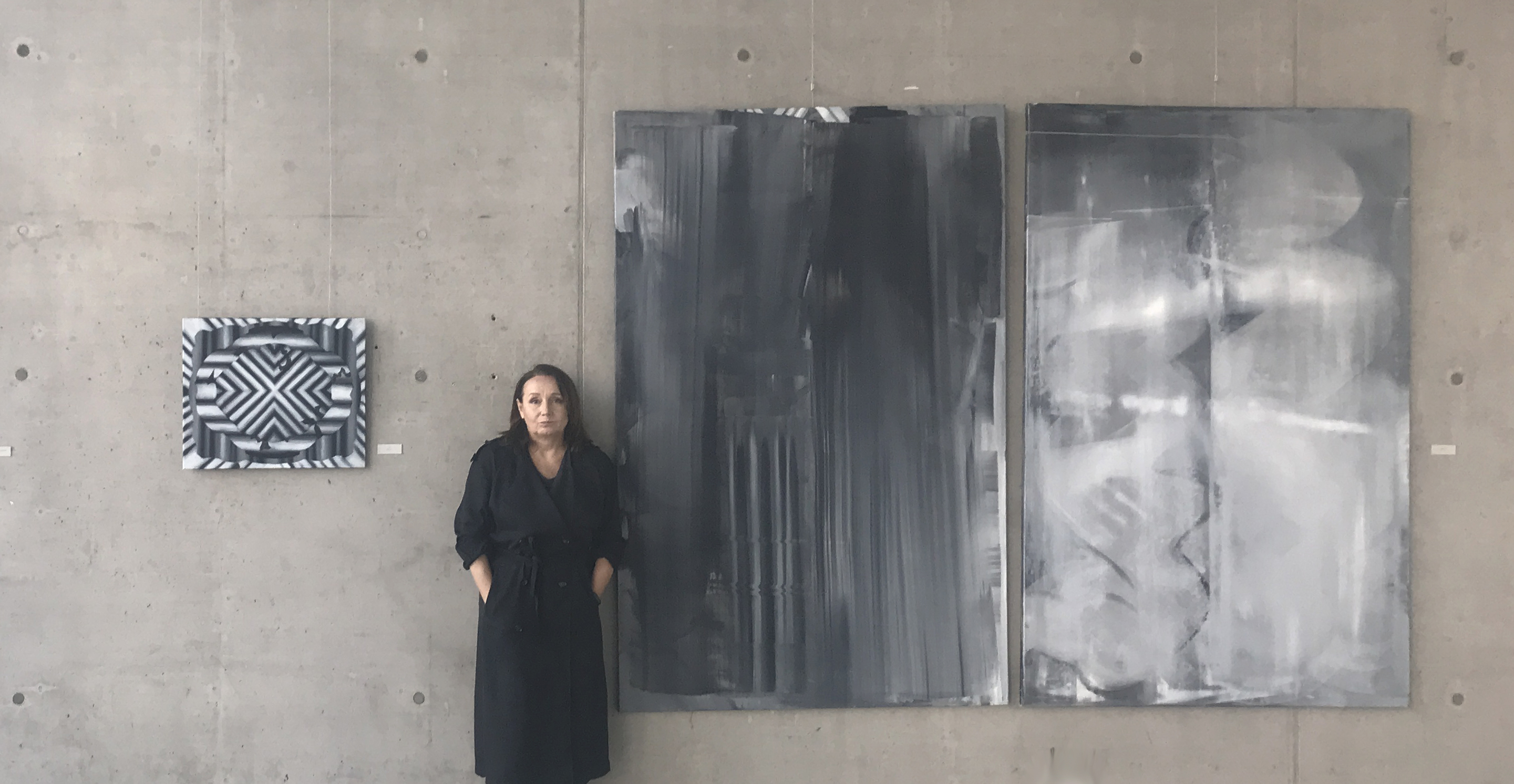
Autorka na wystawie „Zbiór”
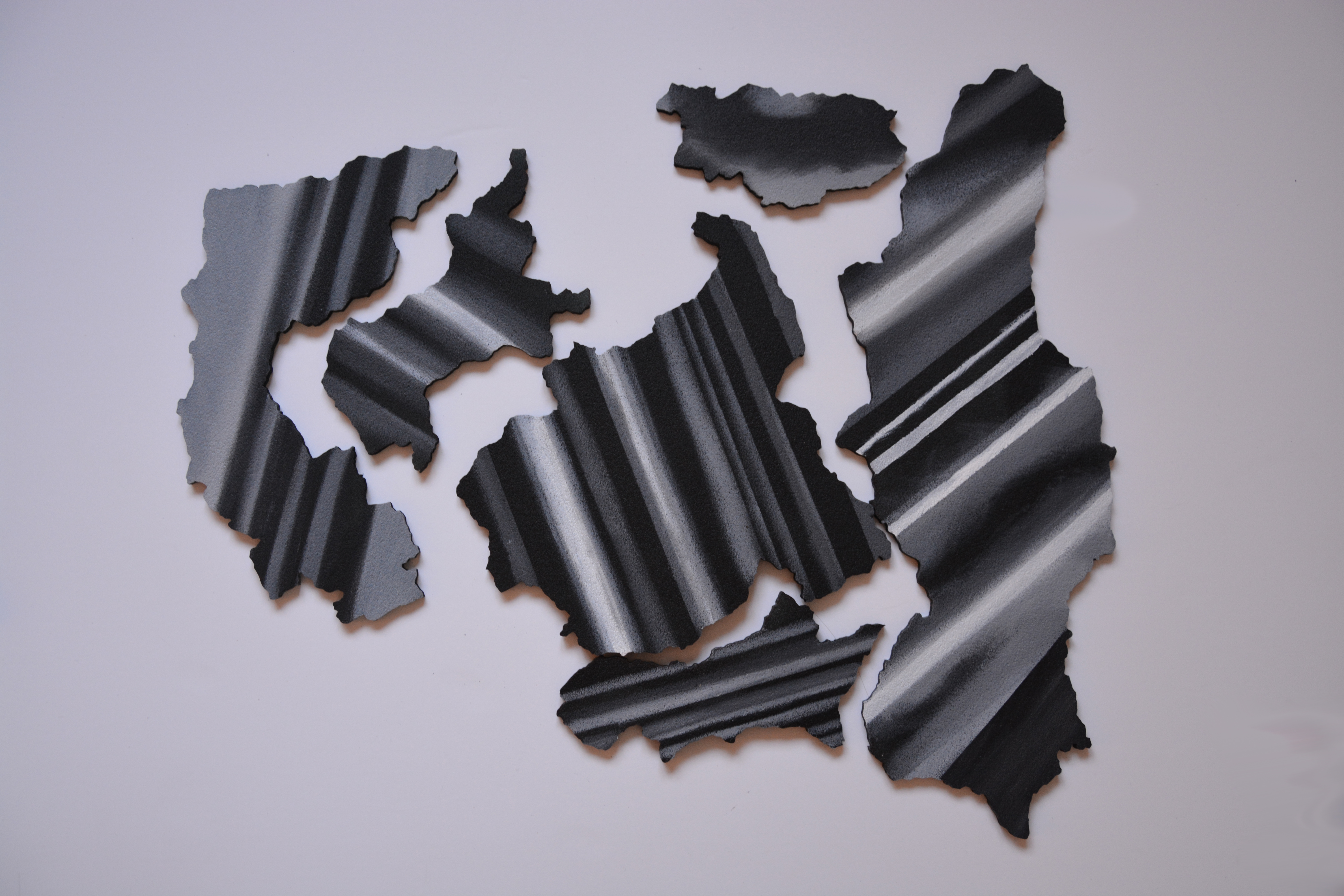
Z cyklu „Puzzle” – „Zrób to sam”
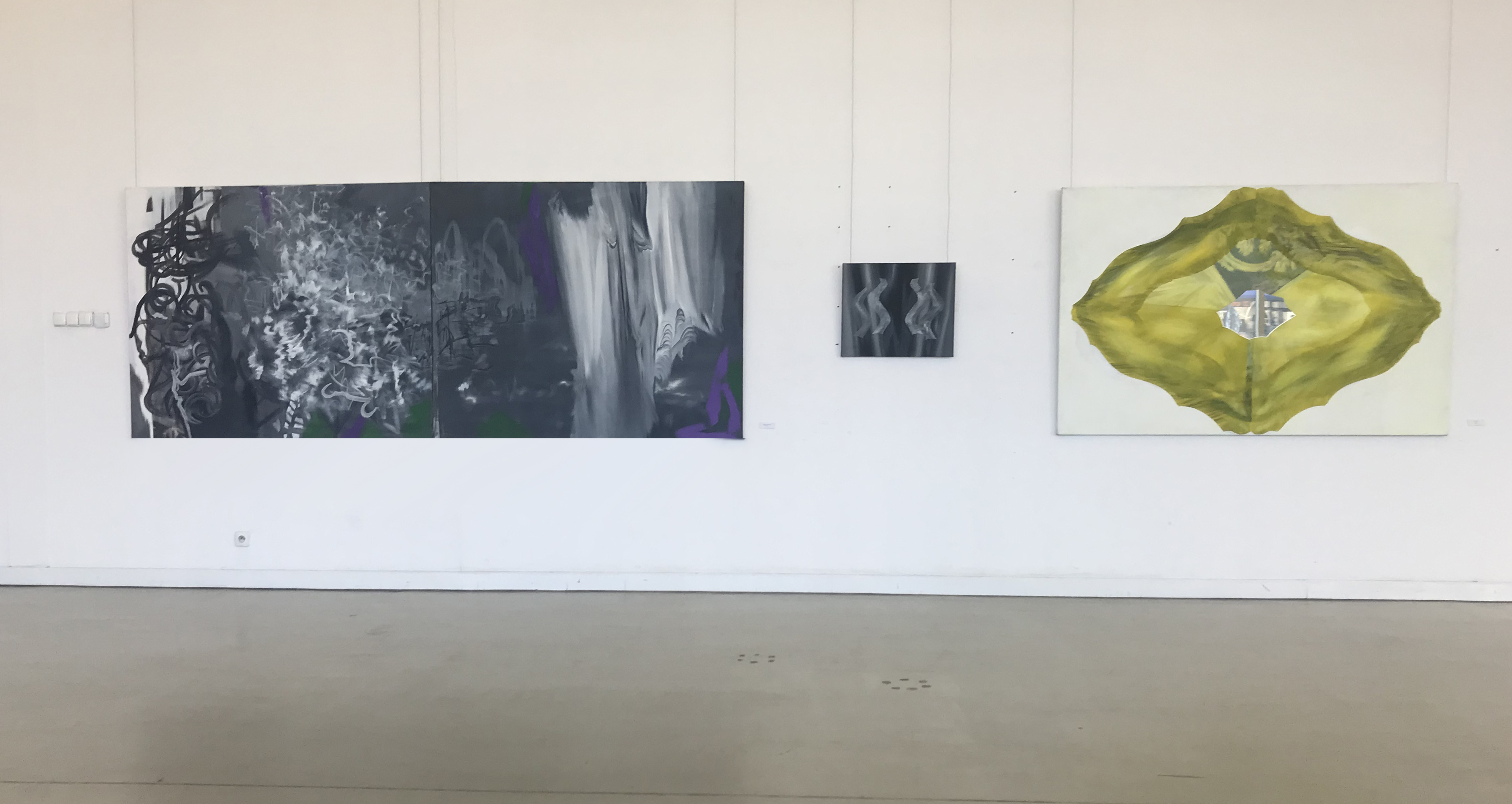
Fragment wystawy „Zbiór”
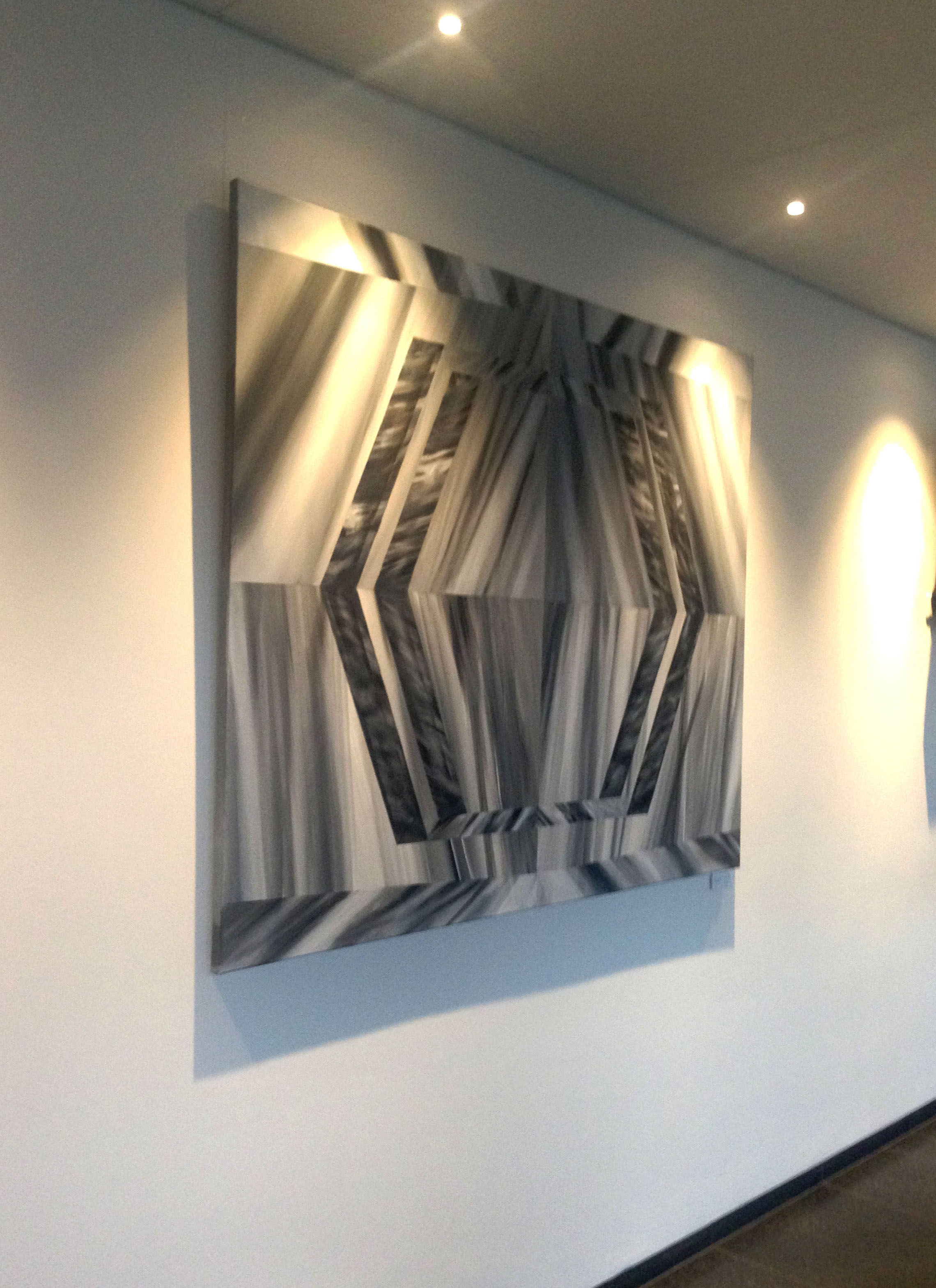
Fragment wystawy w NFM we Wrocławiu

|  | Zobacz multimedia związane z tematem: Anna Szewczyk |

### Publikacje
- Anna Szewczyk: Praformy – katalog monograficzny. Wrocław: Galeria Miejska, 2009. ISBN 978-83-928209-8-7. Brak numerów stron w książce[7]
- Anna Szewczyk: Silesium - katalog grupy twórczej. Wrocław: OKiS Wrocław, 2015. ISBN 978-83-62290-42-0. Brak numerów stron w książce
- Anna Szewczyk: O antynomii – katalog monograficzny. Wrocław: OKiS Wrocław, ASP Wrocław, 2016. ISBN 978-83-62290-67-3. Brak numerów stron w książce
- Anna Szewczyk: Zbiór – katalog monograficzny. Wrocław: ASP Wrocław, 2022. ISBN 978-83-66321-73-1. Brak numerów stron w książce[8]

## Odznaczenia
- Odznaka honorowa „Zasłużony dla Kultury Polskiej” (2014)[3]

## Życie prywatne
Jej mężem jest Jacek Szewczyk (artysta grafik). Mają syna Marcina (artysta grafik).